# Fahiria (Aldeia)
Fahiria ist eine osttimoresische Aldeia im Suco Fahiria (Verwaltungsamt Aileu, Gemeinde Aileu). 2015 lebten in der Aldeia 134 Menschen.

## Geographie und Einrichtungen
Fahiria liegt im Nordwesten des Sucos Fahiria. Nördlich befindet sich die Aldeia Sidole, östlich die Aldeia Manulete und südlich die Aldeia Sarin. Im Westen bildet der Mumdonihun den Grenzfluss zum Suco Aissirimou. Im Zentrum liegt das Dorf Era Kalen. Hier befindet sich der Sitz des Sucos Fahiria. Im Osten davon steigt das Land auf eine Meereshöhe von bis zu 1000 m an.

## Politik
2023 wurde Maria Bi-Gunda Mendonҫa zur Chefe de Aldeia gewählt.